# Блохин, Владимир Николаевич
Владимир Николаевич Блохин (1897—1975) — советский учёный, травматолог-ортопед, доктор медицинских наук (1964), профессор (1966), майор медицинской службы.
Автор более 200 научных работ, посвященных детской ортопедии, реконструктивно-восстановительной хирургии кисти и реабилитации больных с дефектами кисти, лечению последствий огнестрельных ранений конечностей, а также протезированию инвалидов войны.

## Биография
Родился 9 декабря (22 декабря по новому стилю) 1897 года в Москве.
В 1922 году окончил медицинский факультет Московского государственного университета. Распределившись в Исследовательский центр травматологии и ортопедии (ЦИТО, ныне Национальный медицинский исследовательский центр травматологии и ортопедии имени Н. Н. Приорова), до конца жизни Владимир Николаевич проработал в этом институте: ординатор (до 1930 года), заведующий отделением (до 1969 года); с 1950 по 1964 год одновременно являлся заместителем директора по научной работе.
В годы Великой Отечественной войны Блохин был консультантом в эвакогоспиталях Москвы, также оказывал помощь госпиталям для инвалидов войны на периферии. В. Н. Блохин лечил в 1941 году ногу Натальи Егоровны Вернадской — жены В. И. Вернадского.
С 1963 году был организатором и первым руководителем отделения микрохирургии и травмы кисти. Под его руководством было защищено 19 диссертаций, в том числе 3 докторские. В. Н. Блохин был участником и докладчиком на всесоюзных и международных конгрессах, пленумах и конференциях. Занимаясь общественной деятельностью, был членом редколлегии журналов «Госпитальное дело», «Ортопедия, травматология и протезирование»; председателем правления Научного общества травматологов и ортопедов Москвы и Московской области (с 1974 года — его почетный председатель); почетным членом Всесоюзного общества травматологов и ортопедов, а также членом ряда зарубежных обществ.
Был награждён орденом Ленина и медалями, удостоен звания Заслуженный деятель науки РСФСР (1971).
Умер в 1975 году в Москве.